# 无尿症
无尿症（英語：Anuria），指的是无排尿的症状，正式的定义为24小时内排尿量小于100毫升的症状。无尿症常常是由于腎功能下降导致的，此外也可能由于腎結石、肿瘤等梗阻而出现，也可能在慢性肾脏病末期出现。它是比少尿症更为严重的情况。

## 治疗
无尿症本身是一个症状，而不是病因，其具体治疗措施取决于病灶。最容易治好的一个是尿道梗阻，这种情况下只需要将一根导尿管探入膀胱中即可。